# Alpine Skiweltmeisterschaften 2021/Teilnehmer
An den 46. Alpinen Skiweltmeisterschaften 2021 in Cortina d’Ampezzo nahmen mehr als 600 Athleten aus 70 Ländern teil.

## Athleten nach Ländern

### Albanien(ALB)
| Herren - Ezio Leonetti - Kevin Qerimi - Erjon Tola - Vasil Veriga | Damen - Chiara Di Camillo |

### Andorra(AND)
| Herren - Joan Verdú Sánchez | Damen - Mireia Gutiérrez - Carla Mijares Ruf |

### Argentinien(ARG)
| Herren - Tomás Birkner de Miguel - Tiziano Gravier - Cristian Javier Simari Birkner - Juan Pablo Vallecillo | Damen - Francesca Baruzzi Farriol |

### Armenien(ARM)
| Herren - Hajk Geghamjan - Harutjun Harutjunjan - Aschot Karapetjan | Damen |

### Australien(AUS)
| Herren - Hugh McAdam | Damen - Greta Small |

### Belarus(BLR)
| Herren | Damen - Maryja Schkanawa |

### Belgien(BEL)
| Herren - Eliot Grandjean - Armand Marchant - Dries Van den Broecke - Tom Verbeke | Damen - Axelle Mollin - Sara Roggeman - Kim Vanreusel |

### Bolivien(BOL)
| Herren - Simon Breitfuss Kammerlander | Damen |

### Bosnien und Herzegowina(BIH)
| Herren - Harun Kunovac - Emir Lokmić - Marko Šljivić - Dino Terzić | Damen - Esma Alić - Nikolina Dragojević - Elvedina Muzaferija - Maja Tadić |

### Brasilien(BRA)
| Herren - Valentino Caputi - Christopher Rubens Holm - Michel Macedo | Damen |

### Bulgarien(BUL)
| Herren - Albert Popow - Konstantin Stoilow - Kalin Zlatkov - Kamen Zlatkov | Damen - Eva Vukadinova |

### Chile(CHI)
| Herren - Sven von Appen - Andrés Figueroa - Kai Horwitz - Nicolás Pirozzi | Damen |

### Chinesisch Taipeh(TPE)
| Herren - Calcy Ning-chien Tang | Damen |

### Dänemark(DEN)
| Herren - Casper Dyrbye Næsted - Christian Skov Jensen - Marcus Christian Riis - Marcus Vorre | Damen - Nuunu Chemnitz Berthelsen |

### Deutschland(GER)
| Herren - Romed Baumann - Thomas Dreßen - Sebastian Holzmann - Simon Jocher - Stefan Luitz - Andreas Sander - Alexander Schmid - Dominik Schwaiger - Linus Straßer | Damen - Lena Dürr - Andrea Filser - Kira Weidle - Emma Aicher |

### Estland(EST)
| Herren - Tormis Laine - Juhan Luik | Damen |

### Finnland(FIN)
| Herren - Marlon Sjöberg - Samu Torsti | Damen - Riikka Honkanen - Erika Pykäläinen |

### Frankreich(FRA)
| Herren - Nils Allègre - Matthieu Bailet - Johan Clarey - Mathieu Faivre - Thibaut Favrot - Jean-Baptiste Grange - Victor Muffat-Jeandet - Maxence Muzaton - Clément Noël - Alexis Pinturault | Damen - Doriane Escané - Coralie Frasse Sombet - Laura Gauché - Tiffany Gauthier - Nastasia Noens - Tifany Roux - Tessa Worley |

### Georgien(GEO)
| Herren - Bessarion Dschaparidse - Sosso Dschaparidse - Nodar Kosanaschwili - Sandro Schordscholiani | Damen - Nino Ziklauri |

### Griechenland(GRE)
| Herren - Ioannis Antoniou - AJ Ginnis - Christos Marmarellis - Ioannis Proios - Nikolaos Tziovas - Emmanouil Zografos-Manos | Damen - Anastasia Ferenidou - Maria Kaltsogianni - Fani Marmarelli - Ariadni Oettli - Maria-Eleni Tsiovolou - Christina Tzimpa |

### Haiti(HAI)
| Herren - Mackenson Florindo - Jean-Pierre Roy - Richardson Viano | Damen - Céline Marti |

### Indien(IND)
| Herren - Arif Khan | Damen - Aanchal Thakur |

### Iran(IRI)
| Herren - Nima Baha - Seyedmorteza Jafari - Behnam Kia Shemshaki - Porya Saveh Shemshaki | Damen - Forough Abbasi - Atefeh Ahmadi - Marjan Kalhor - Sadaf Savehshemshaki |

### Irland(IRL)
| Herren - Cormac Comerford - Alec Scott | Damen - Tess Arbez |

### Island(ISL)
| Herren - Bjarki Guðmundsson - Gauti Guðmundsson - Tobias Hansen - Sturla Snær Snorrason - Georg Fannar Þórðarson | Damen - Sigríður Dröfn Auðunsdóttir - Katla Björg Dagbjartsdóttir - Hólmfríður Dóra Friðgeirsdóttir - Hjördís Birna Ingvadóttir |

### Israel(ISR)
| Herren - Itamar Biran - Barnabás Szőllős - Benjamin Szőllős | Damen - Noa Szőllős |

### Italien(ITA)
| Herren - Giovanni Borsotti - Emanuele Buzzi - Mattia Casse - Luca De Aliprandini - Filippo Della Vite - Giovanni Franzoni - Stefano Gross - Christof Innerhofer - Matteo Marsaglia - Manfred Mölgg - Dominik Paris - Giuliano Razzoli - Florian Schieder - Riccardo Tonetti - Alex Vinatzer | Damen - Marta Bassino - Federica Brignone - Elena Curtoni - Irene Curtoni - Lara Della Mea - Nadia Delago - Anita Gulli - Francesca Marsaglia - Martina Peterlini - Laura Pirovano - Marta Rossetti |

### Japan(JPN)
| Herren - Seigo Katō - Yohei Koyama | Damen - Asa Andō - Miho Mizutani |

### Kanada(CAN)
| Herren - James Crawford - Trevor Philp - Erik Read - Jeffrey Read - Brodie Seger - Broderick Thompson | Damen - Marie-Michèle Gagnon - Cassidy Gray - Valérie Grenier - Erin Mielzynski - Ali Nullmeyer - Amelia Smart - Laurence St-Germain |

### Kenia(KEN)
| Herren | Damen - Sabrina Simader |

### Kolumbien(COL)
| Herren - Michael Poettoz | Damen |

### Kosovo(KOS)
| Herren - Arbi Pupovci - Albin Tahiri | Damen - Fiona Rusta |

### Kroatien(CRO)
| Herren - Samuel Kolega - Dario Komšić - Tvrtko Ljutić - Istok Rodeš - Matej Vidović - Filip Zubčić | Damen - Andrea Komšić - Leona Popović |

### Lettland(LAT)
| Herren - Gustavs Ābele - Žaks Gedra - Elvis Opmanis - Lauris Opmanis - Miks Zvejnieks | Damen - Laura Bišere - Liene Bondare - Helena Erenpreisa - Dženifera Ģērmane - Karlīna Hedviga Grāmatniece - Emīlija Anna Škapare |

### Libanon(LBN)
| Herren - Cesar Arnouk - Naim Fenianos - Ray Iskandar - Cyril Kayrouz | Damen - Carlie Maria Iskandar - Maria Abou Jaoude - Naya Kurdi - Manon Ouaiss |

### Liechtenstein(LIE)
| Herren - Ian Gut - Marco Pfiffner | Damen - Charlotte Lingg |

### Litauen(LTU)
| Herren - Vilius Aleksandravičius - Andrej Drukarov - Vakaris Jokubas Lapienis | Damen - Ieva Januškevičiūtė - Gabija Šinkūnaitė |

### Luxemburg(LUX)
| Herren - Matthieu Osch | Damen |

### Marokko(MAR)
| Herren - Yassine Aouich - Mahdi Idhya | Damen |

### Mexiko(MEX)
| Herren - Hubertus von Hohenlohe | Damen - Sarah Schleper de Gaxiola |

### Monaco(MON)
| Herren - Arnaud Alessandria | Damen |

### Montenegro(MNE)
| Herren - Bojan Kosić - Eldar Salihović - Vladimir Vukmirović | Damen - Tamara Popović - Jelena Vujičić |

### Nepal(NEP)
| Herren - Saphal Ram Shrestha | Damen |

### Neuseeland(NZL)
| Herren - Jack Adams - Willis Feasey | Damen - Piera Hudson - Alice Robinson |

### Niederlande(NED)
| Herren - Maarten Meiners | Damen |

### Nordmazedonien(MKD)
| Herren - Dardan Dehari - Mirko Lazareski - Viktor Petkov - Vladimir Petkov - Borjan Strezoski | Damen |

### Norwegen(NOR)
| Herren - Sebastian Foss Solevåg - Timon Haugan - Kjetil Jansrud - Leif Kristian Nestvold-Haugen - Henrik Røa - Henrik Kristoffersen - Fabian Wilkens Solheim | Damen - Mina Fürst Holtmann - Kajsa Vickhoff Lie - Kristin Lysdahl - Ragnhild Mowinckel - Kristina Riis-Johannessen - Thea Louise Stjernesund |

### Österreich(AUT)
| Herren - Stefan Brennsteiner - Manuel Feller - Max Franz - Fabio Gstrein - Daniel Hemetsberger - Vincent Kriechmayr - Roland Leitinger - Michael Matt - Matthias Mayer - Adrian Pertl - Marco Schwarz - Otmar Striedinger - Christian Walder | Damen - Stephanie Brunner - Franziska Gritsch - Katharina Huber - Katharina Liensberger - Chiara Mair - Mirjam Puchner - Ariane Rädler - Christine Scheyer - Ramona Siebenhofer - Tamara Tippler - Stephanie Venier |

### Osttimor(TLS)
| Herren - Yohan Goutt Goncalves | Damen |

### Peru(PER)
| Herren | Damen - Ornella Oettl Reyes |

### Polen(POL)
| Herren | Damen - Maryna Gąsienica-Daniel - Magdalena Łuczak |

### Portugal(POR)
| Herren - Baptiste Aranjo - Ricardo Brancal | Damen - Vanina Guerillot |

### Rumänien(ROU)
| Herren - Alexandru Stefanescu | Damen - Ania Caill - Maria Ioana Constantin |

### Russischer Skiverband (RSF)
| Herren - Nikita Alechin - Alexander Choroschilow - Nikita Kasasajew - Iwan Kusnezow | Damen - Anastasija Gornostajewa - Julija Pleschkowa - Jekaterina Tkatschenko |

### San Marino(SMR)
| Herren - Matteo Gatti - Alberto Tamagnini | Damen |

### Schweden(SWE)
| Herren - William Hansson - Kristoffer Jakobsen - Felix Monsén - Mattias Rönngren - Olle Sundin | Damen - Estelle Alphand - Elsa Fermbäck - Sara Hector - Lin Ivarsson - Jonna Luthman |

### Schweiz(SUI)
| Herren - Luca Aerni - Semyel Bissig - Gino Caviezel - Mauro Caviezel - Beat Feuz - Niels Hintermann - Carlo Janka - Loïc Meillard - Justin Murisier - Tanguy Nef - Marco Odermatt - Sandro Simonet - Daniel Yule - Ramon Zenhäusern | Damen - Jasmine Flury - Michelle Gisin - Lara Gut-Behrami - Joana Hählen - Wendy Holdener - Mélanie Meillard - Priska Nufer - Camille Rast - Corinne Suter - Jasmina Suter |

### Serbien(SRB)
| Herren - Rastko Blagojević - Mihajlo Đorđević - Mateja Minić - Strahinja Stanišić | Damen - Nevena Ignjatović |

### Slowakei(SVK)
| Herren - Filip Baláž - Martin Bendík - Andreas Žampa | Damen - Petra Hromcová - Petra Vlhová |

### Slowenien(SLO)
| Herren - Rok Ažnoh - Martin Čater - Aljaž Dvornik - Štefan Hadalin - Miha Hrobat - Boštjan Kline - Žan Kranjec - Tijan Marovt - Nejc Naraločnik | Damen - Ana Bucik - Neja Dvornik - Maruša Ferk Saioni - Meta Hrovat - Tina Robnik - Andreja Slokar - Ilka Štuhec |

### Spanien(ESP)
| Herren - Juan Del Campo - Adur Etxezarreta - Albert Ortega - Alex Puente Tasias - Joaquim Salarich | Damen - Núria Pau |

### Südkorea(KOR)
| Herren - Hong Dong-kwan | Damen |

### Tschechien(CZE)
| Herren - Ondřej Berndt - Kryštof Krýzl - Jan Zabystřan | Damen - Gabriela Capová - Zazie Huml - Ester Ledecká - Elese Sommerová |

### Ukraine(UKR)
| Herren - Mychailo Karpuschyn - Iwan Kowbasnjuk - Maksym Mariichyn - Lewko Tsibelenko | Damen - Tetiana Knopowa - Kateryna Piroschko - Anastassija Schepilenko - Kateryna Schepilenko |

### Ungarn(HUN)
| Herren - Márton Kékesi - Bence Nagy - Tamás Trunk - Bálint Úry - David Valeri | Damen - Katalin Dorultan - Szonja Hozmann - Hanna Majtényi - Zita Tóth |

### Vereinigtes Königreich(GBR)
| Herren - Billy Major - Charlie Raposo - Dave Ryding - Laurie Taylor | Damen - Charlie Guest - Alex Tilley - Sarah Woodward |

### Vereinigte Staaten(USA)
| Herren - Bryce Bennett - Travis Ganong - Jared Goldberg - Alex Leever - River Radamus - Benjamin Ritchie - Jett Seymour - Luke Winters | Damen - Katie Hensien - A J Hurt - Breezy Johnson - Paula Moltzan - Nina O’Brien - Mikaela Shiffrin - Jacqueline Wiles - Isabella Wright |

### Zypern(CYP)
| Herren - Andreas Epiphaniou - Giannos Kougioumtzian - Demetrios Samuel Maxim | Damen - Thaleia Armeni - Georgia Epiphaniou - Karolina Photiades |